# Andre Matthias
Andre Matthias (* 15. Februar 1974 in Hamburg) ist ein Komponist von Filmmusik.

## Leben
Andre Matthias studierte an der Universität Hamburg systematische und historische Musikwissenschaften. Er wirkte als Komponist an zahlreichen Kurz- und Langfilmen mit. Matthias komponierte zunächst Musik für Theaterstücke, bis er sich 1999 der Filmmusik zuwendete. Mit Filmmusiken für Projekt- und Abschlussfilme von Studenten verschiedener deutscher Filmhochschulen machte er sich in kurzer Zeit einen Namen unter jungen Regisseuren. Mit einer Reihe von Independent-Regisseuren arbeitet er seither regelmäßig zusammen. Dazu gehören Roman Deppe, Teymur Mokhtari und Timo Landsiedel.
Der chinesische Regisseur Kenneth Bi engagierte Matthias 2007 für seinen Spielfilm Die Reise des chinesischen Trommlers. Grund für die Wahl eines deutschen Komponisten war die Tatsache, dass der Film von der deutschen Produktionsfirma Twenty Twenty Vision ko-produziert wurde. Mit dieser Filmmusik wurde seine Arbeit erstmals auch auf internationaler Bühne wahrgenommen, 2008 wurde er dafür für den Hongkong Film Award in der Kategorie Beste Original Filmmusik nominiert.

## Filmografie (Auswahl)
- 1999: Sukkubus - Die Nacht der Dämonen
- 2000: A-Five
- 2000: Himmelskörper
- 2000: Kranke Schwestern
- 2000: Die Trophäe
- 2003: Die Erste Nacht
- 2003: Schwebeleben
- 2003: Snout
- 2003: Die Tür
- 2003: What’s He Cooking?
- 2004: Luis
- 2004: Was denkt man, wenn...
- 2005: Aufbruch
- 2005: Jonas am Meer
- 2005: Eine Nacht in Wilhelmsburg
- 2005: Sandzeit
- 2006: Nächte in Wilhelmsburg - The Lucio Fulci Experience
- 2006: Rette Robert
- 2006: Wagnisse
- 2007: Loup Garou
- 2007: Nächte in Wilhelmsburg - Das Haus am Anfang der Straße
- 2007: Die Reise des chinesischen Trommlers
- 2008: Das Jahr Null
- 2010: Der Dieb des Lichts (Svet-Ake)
- 2011: Four Assassins (Far Away Eyes)
- 2012: Lost for Words
- 2013: Control (in Zusammenarbeit mit Dan the Automator)
- 2015: Gelobt sei der kleine Betrüger (Blessed Benefit)
- 2016: Die Flügel der Menschen (Centaur)
- 2018: Wish You Were Here
- 2020: Gaza mon amour
- 2021: The Gravedigger’s Wife

## Auszeichnungen
FESPACO
- 2021: Auszeichnung für die Beste Filmmusik (The Gravedigger’s Wife)

Jussi
- 2022: Auszeichnung für die Beste Filmmusik (The Gravedigger’s Wife)